# Marudai

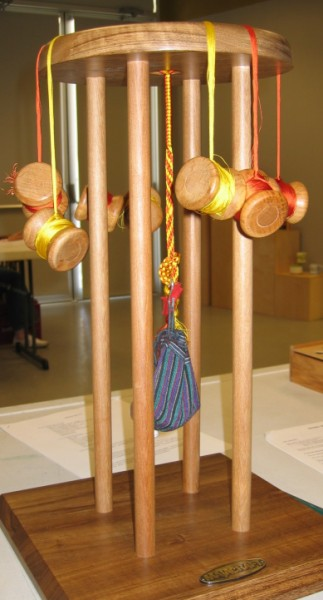
Ein Marudai

Marudai (jap. 丸台, dt. „Rundgestell“) ist ein japanisches Flechtgerät, das zur Herstellung von Kordeln und Bändern in der Technik des Kumihimo dient.

## Aufbau
Der Marudai ist meist aus Holz gefertigt. Es besteht aus einer runden Platte auf einem Gestell. In der Mitte der Platte befindet sich eine ebenfalls runde Öffnung. 

## Arbeitsweise

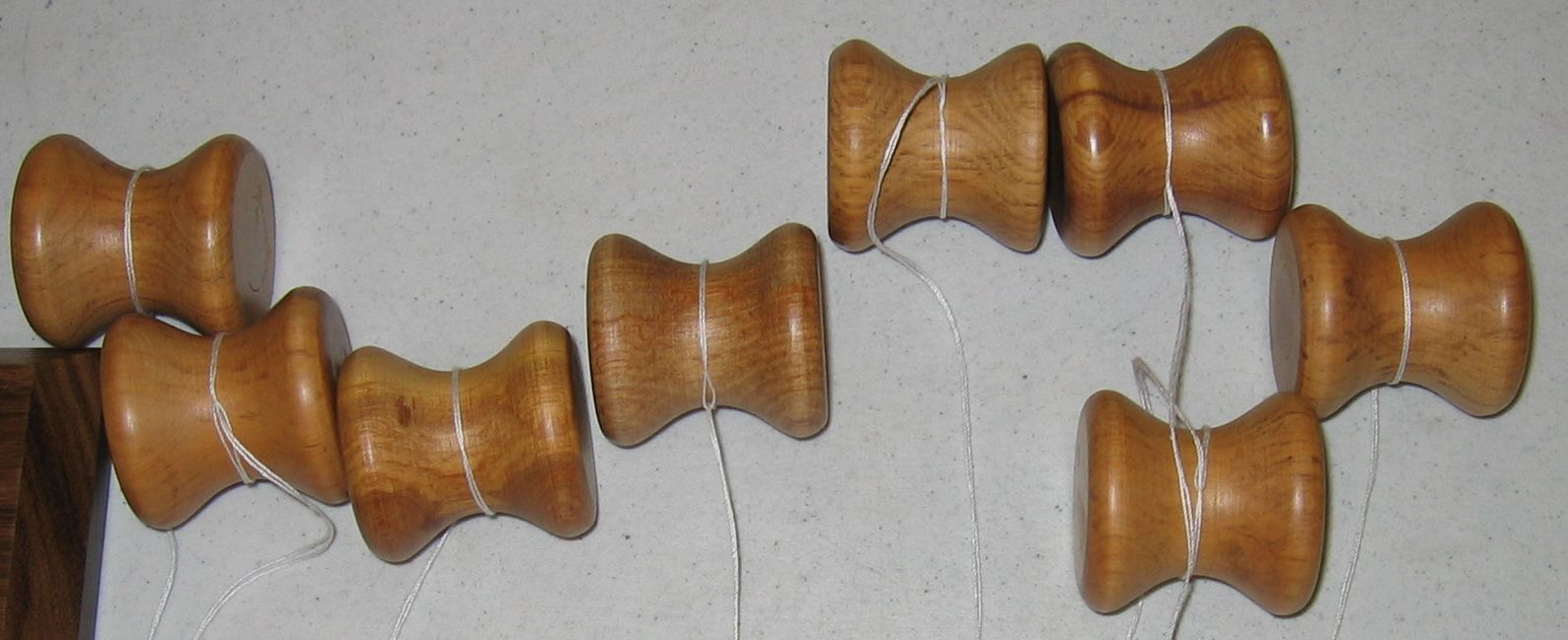
Holzspulen (Tama)

Die Fäden oder Stränge, die verflochten werden, sind auf beschwerte Spulen (Tama) gewickelt. Sie werden über den äußeren Rand durch das mittlere Loch geführt und dort ebenfalls mit einem Gegengewicht beschwert. Das Geflecht entsteht durch systematisches Vertauschen der Spulen. Am fertigen Band hängt das mittlere Gewicht und wird dort, wenn nötig, aufgewickelt. Das fertige Geflecht und die Fäden werden durch die Gewichte straff gezogen, so hat der Flechter beide Hände frei zum Arbeiten. 
Auf dem Gerät können sowohl flache Bänder als auch Kordeln mit rundem Querschnitt hergestellt werden. Sie werden in Japan traditionell aus Seidengarn gefertigt und an der Kleidung oder der Rüstung verwendet.